# Krerowo

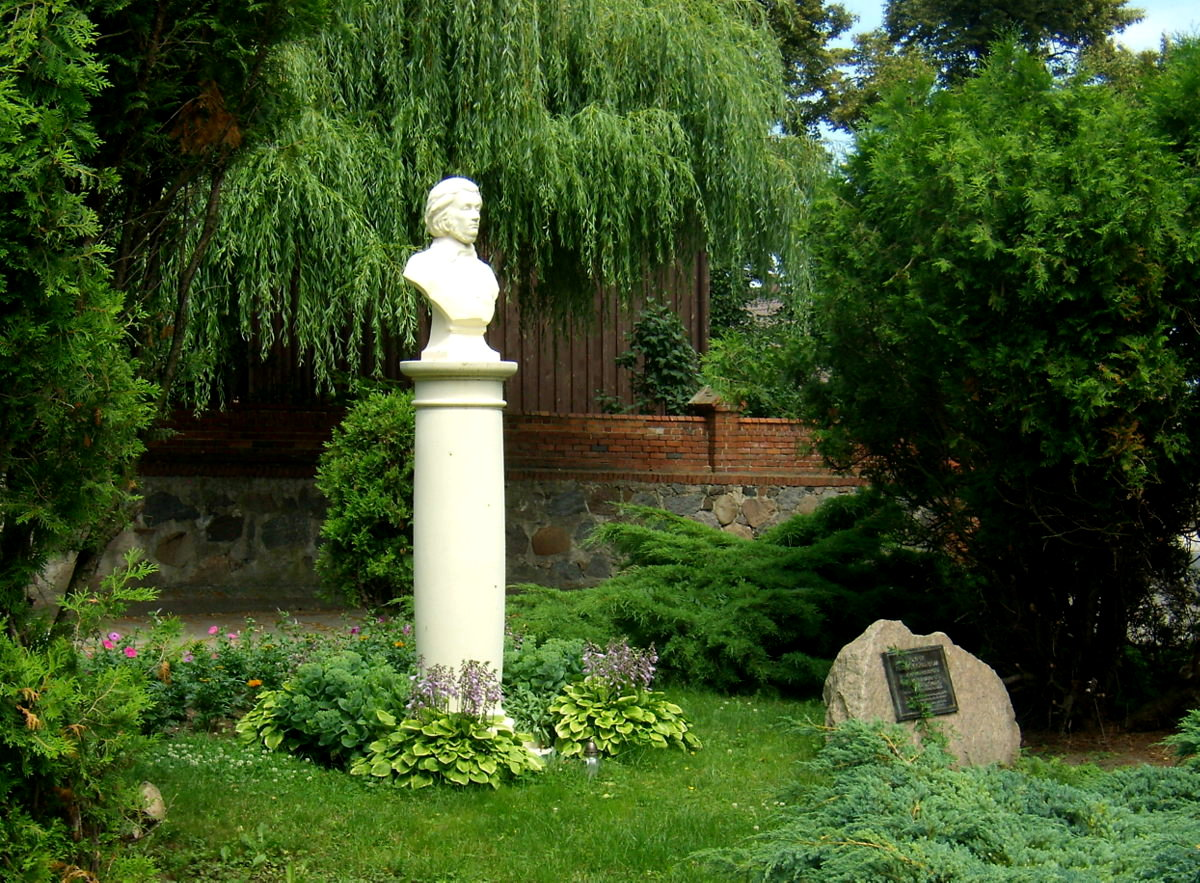
Pomnik Adama Mickiewicza

Krerowo – wieś w Polsce położona w województwie wielkopolskim, w powiecie poznańskim, w gminie Kleszczewo.
Wieś duchowna Kryrowo, własność biskupstwa poznańskiego, pod koniec XVI wieku leżała w powiecie pyzdrskim województwa kaliskiego. Wieś należała do dóbr biskupów poznańskich, następnie do Rekowskich. Przed II wojną światową była w rękach Antoniego Plewczyńskiego. 
W latach 1954–1959 wieś należała i była siedzibą władz gromady Krerowo, po jej zniesieniu w gromadzie Kleszczewo. W latach 1975–1998 miejscowość administracyjnie należała do województwa poznańskiego.
W miejscowości znajduje się kościół św. Jana Chrzciciela z XVI wieku. Oprócz tego w Krerowie jest pałac-willa wybudowany w latach 1905-06 według projektu Rogera Sławskiego. To parterowy budynek z piętrowymi ryzalitami, nakryty dachem dwuspadowym. Nad jego głównym wejściem umieszczony jest półkolisty taras.

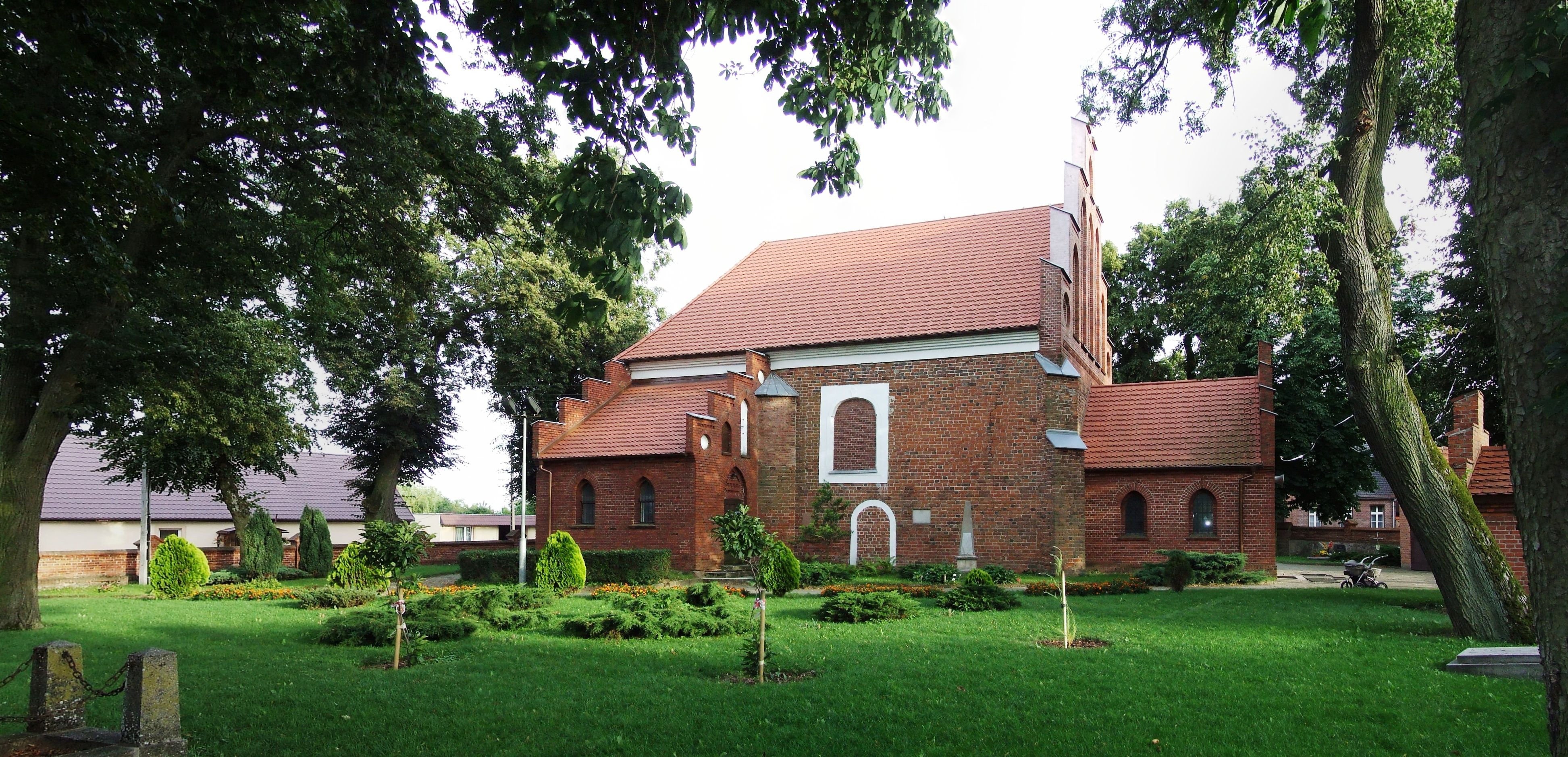
Kościół pw. św. Jana Chrzciciela w Krerowie

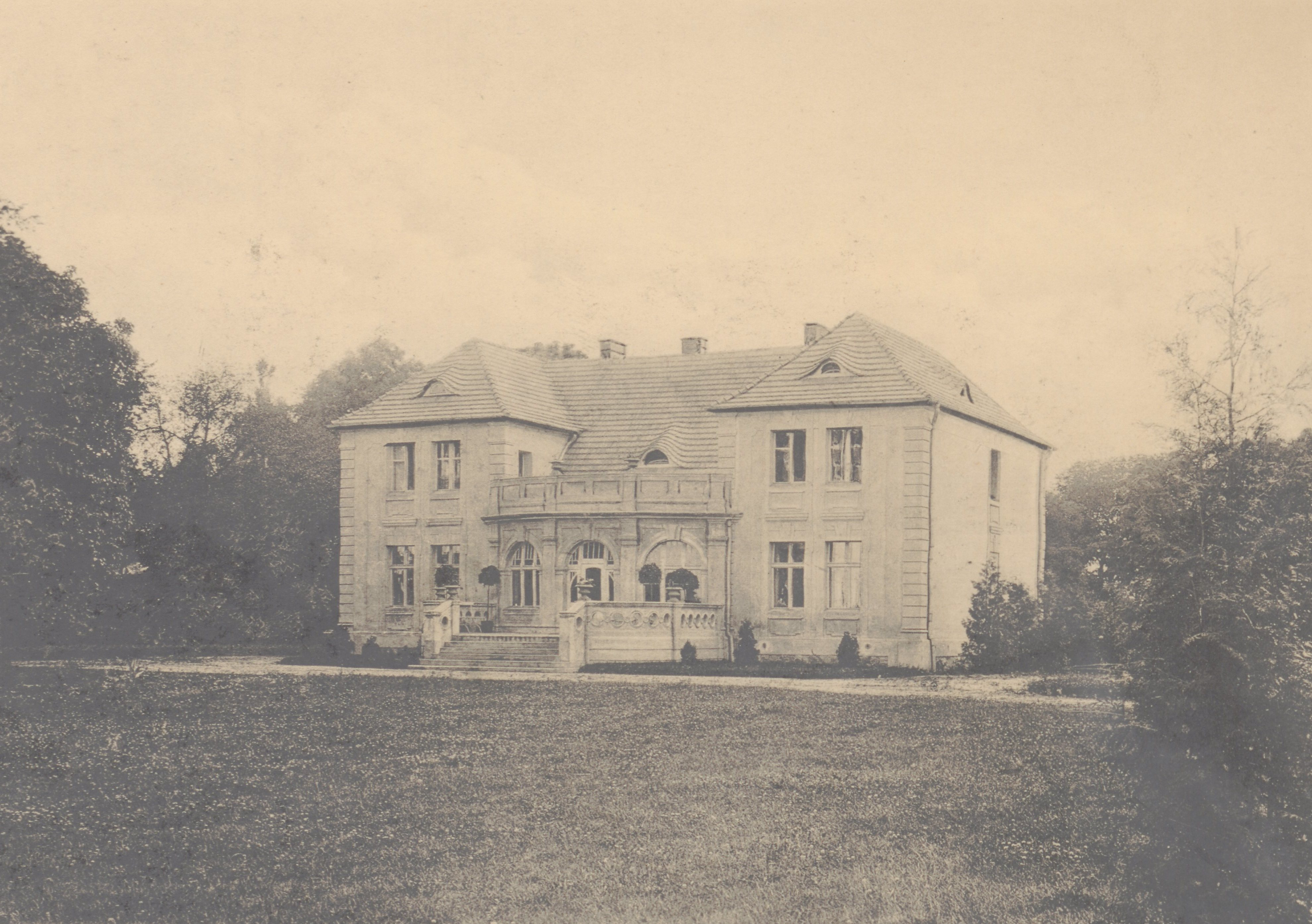
Widok dworu przed 1912

We wsi był przystanek kolei wąskotorowej Krerowo.